# Giovanni Battista Maini

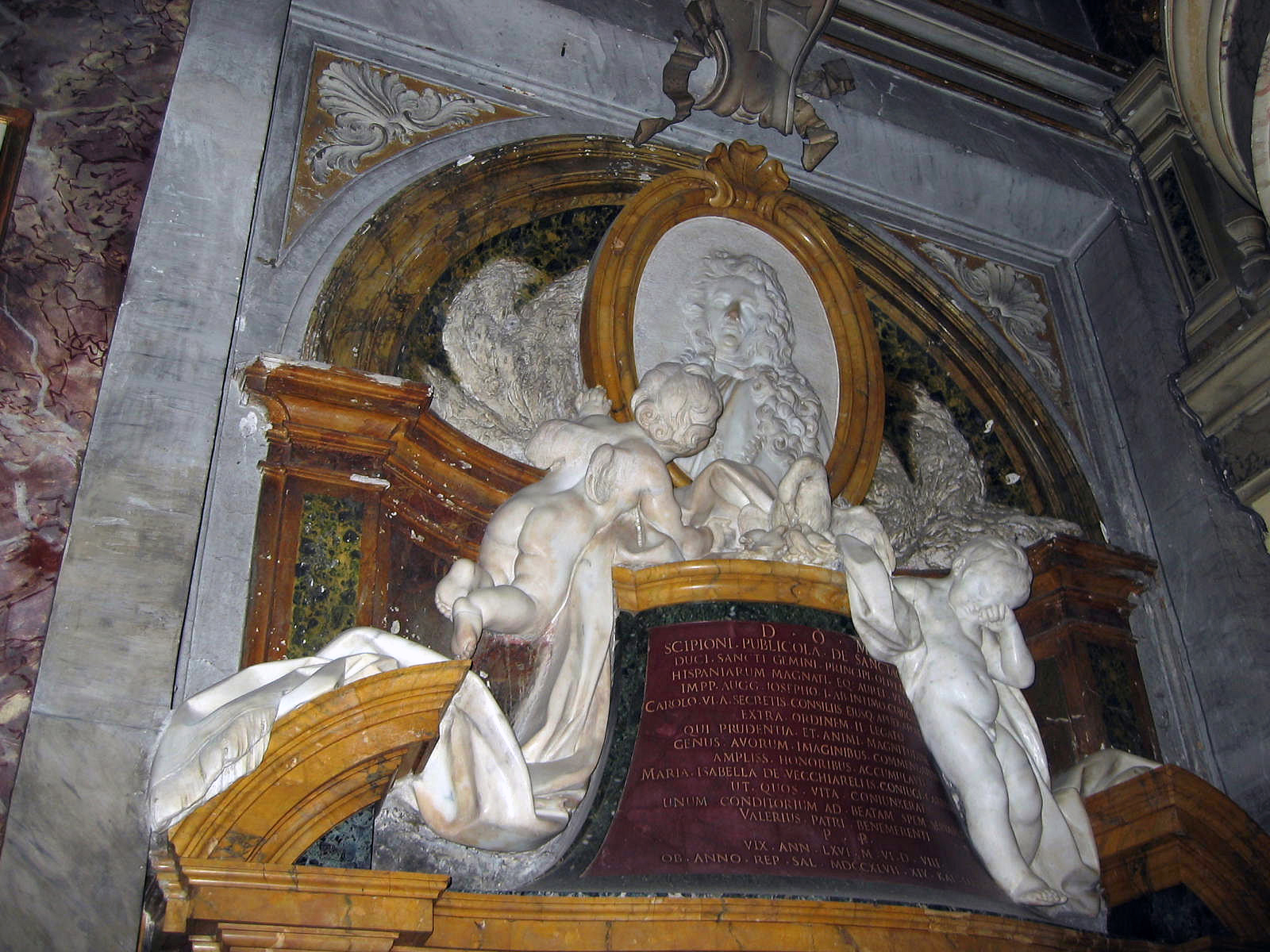
Gravmonument över Scipione Publicola Santacroce (1749). Santa Maria in Publicolis, Rom.

Giovanni Battista Maini, född 6 februari 1690 i Cassano Magnago i provinsen Varese i norra Italien, död 29 juli 1752 i Rom, var en italiensk skulptör under senbarocken.

## Biografi
Maini var elev till den lombardiske skulptören Giuseppe Rusnati i Milano. I Rom arbetade han under Camillo Rusconi och Filippo della Valle.
Mainis främsta verk återfinns i Cappella Corsini i basilikan San Giovanni in Laterano i Rom. Här har han utfört bronsstatyn av påve Clemens XII till dennes gravmonument samt kardinal Neri Corsinis gravmonument. 
I kyrkan Sant'Agnese in Agone vid Piazza Navona har Maini skulpterat det tämligen dystra gravmonumentet över påvr Innocentius X (1729). I Sant'Andrea delle Fratte återfinns Mainis liggande skulptur av Sankta Anna (1750–1752), som företer ett tydligt släktskap med Berninis skulptur Saliga Ludovica Albertoni (1674).
I den lilla undanskymda kyrkan Santa Maria in Publicolis i närheten av Roms forna getto kan man beskåda Mainis praktfulla gravmonument över Scipione Publicola Santacroce (1749).
Maini var lärare åt bland andra Innocenzo Spinazzi.

## Verk i urval
- Gravmonument över påve Innocentius X (1729) – Sant'Agnese in Agone[1]
- Påve Benedictus XIV (1750) – klostret, Sant'Agostino in Campo Marzio[2]
- Den heliga Anna – Sant'Andrea delle Fratte[3]
- Den helige Johannes Döparen predikar i öknen (1736; lågrelief) – portiken, San Giovanni in Laterano[4]
- Gravmonument över kardinal Neri Corsini – Cappella Corsini, San Giovanni in Laterano[5]
- Gravmonument över påve Clemens XII – Cappella Corsini, San Giovanni in Laterano[6]
- Evangelisten Lukas (1730) – Santi Luca e Martina[7]
- Evangelisten Johannes (1730) – Santi Luca e Martina[7]
- Den helige Gregorius (1752) – San Luigi dei Francesi[8]
- Gravmonument över Scipione Publicola Santacroce (1749) – Santa Maria in Publicolis[9]
- Jungfru Marie bebådelse (1746) – Santissimo Nome di Maria[10][11]

## Bilder

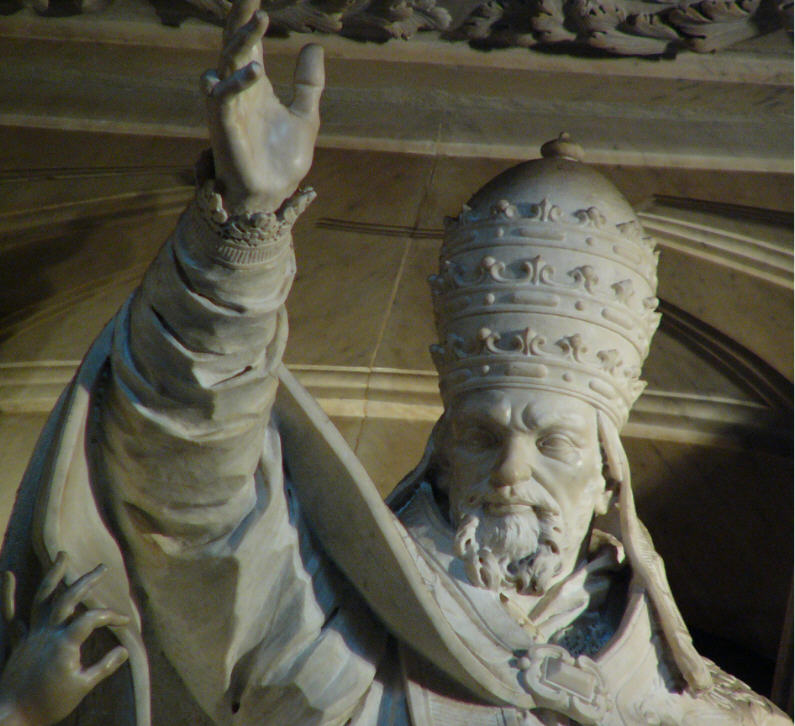
Gravmonument över Innocentius X (detalj).
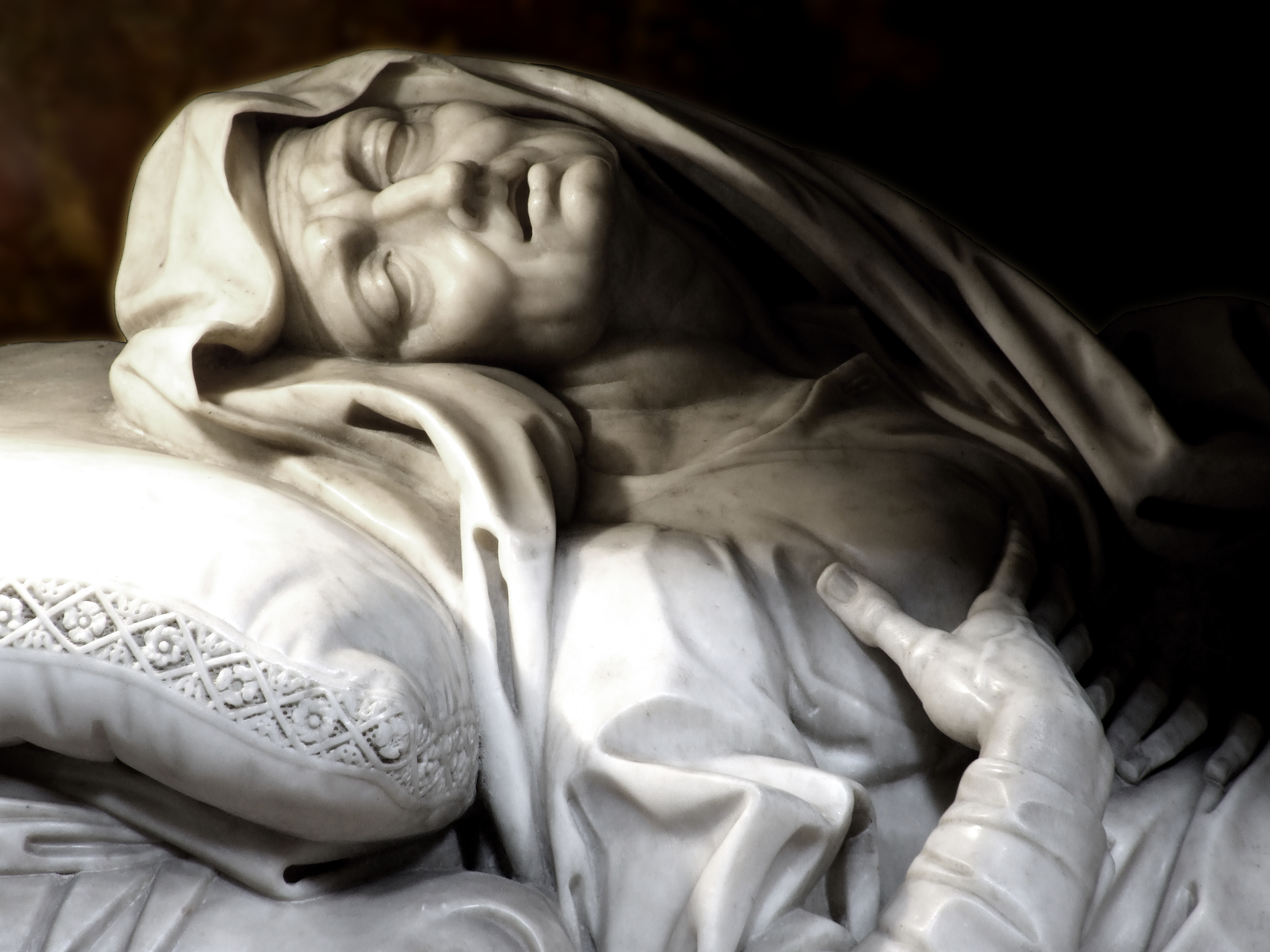
Den heliga Anna (detalj).
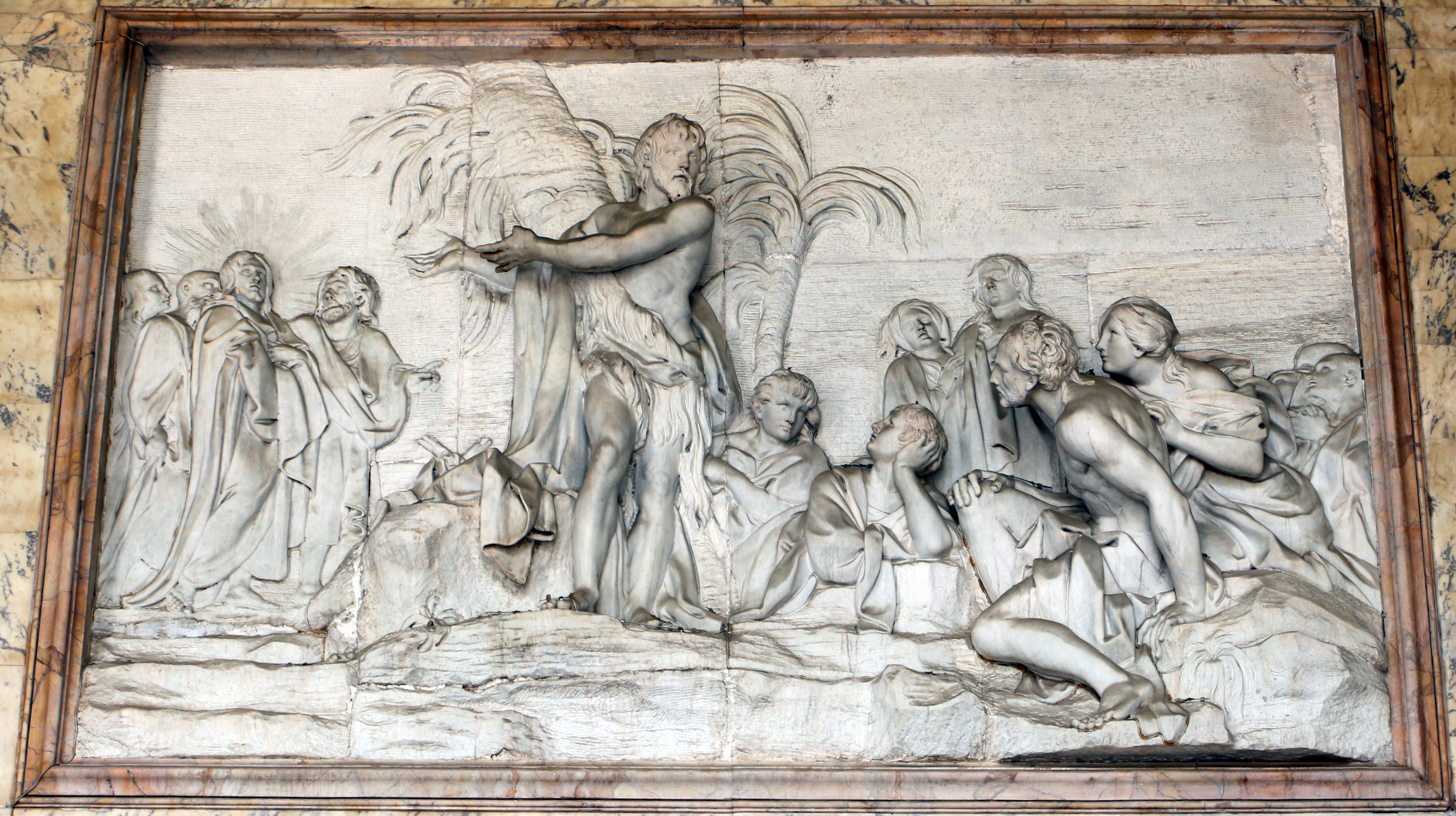
Den helige Johannes Döparen predikar i öknen.